# 理查德·米勒

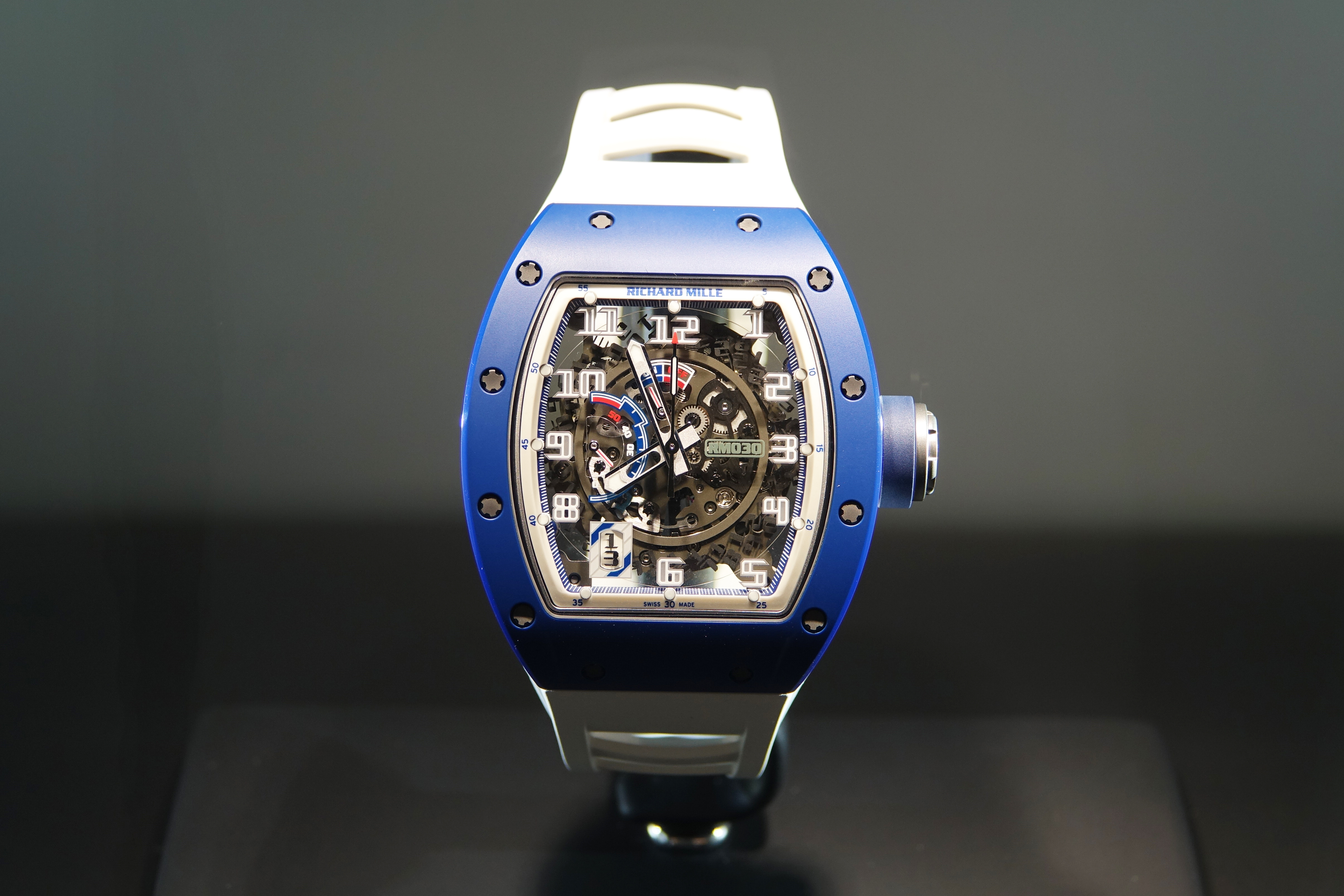
RM 030

理查德·米勒，是瑞士一個高級機械腕錶奢侈品牌，該品牌腕表以創新結構的酒桶型錶殼聞名，常在各大運動賽事中供運動員使用。

## 品牌历史
創始人Richard Mille（1951年2月13日出生於法国德拉吉尼昂）于1974年在当地製錶公司Finhor开始工作。该公司于1981年由Matra公司收购，Richard Mille上任管理Matra的製錶业务，其中包括品牌Yema和CupillardRième。2001年，他与愛彼(Audemars Piguet)创立了Richard Mille 公司，其首款产品RM001于2001年上市销售。

## 產品

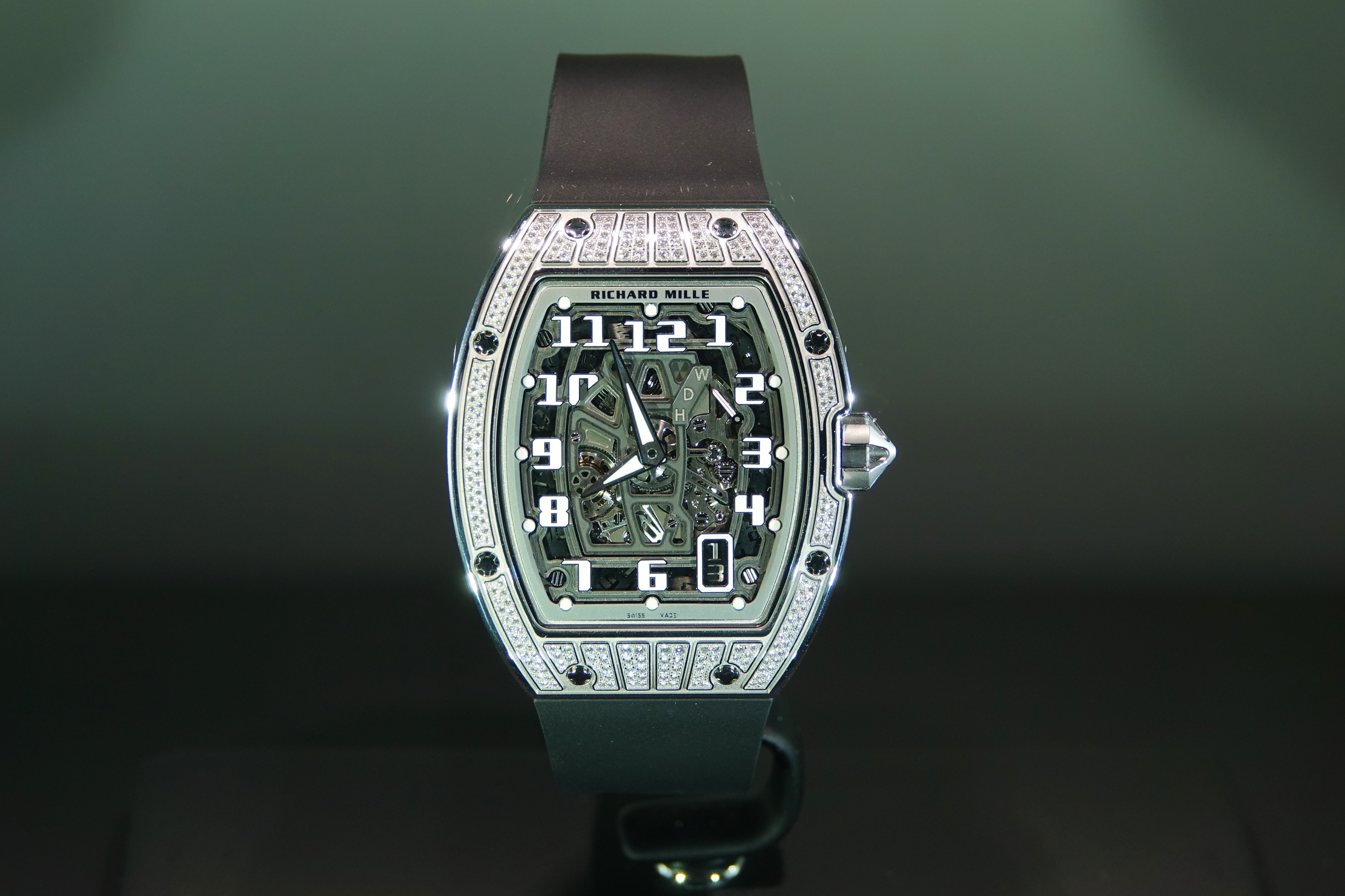
RM 67-01

该品牌最着名的机型是陀飞轮RM 008（计时陀飞轮）和蓝宝石分秒（计时陀飞轮）RM 056. RM 008将陀飞轮机芯与手动上链组合，计时秒针，扭矩指示器和功率储备指标。 被认为是世界上最先进的手表之一，价格从50万欧元起。
Richard Mille在2012年與國際動作巨星成龍合作，推出了RM 057成龍盤龍陀飛輪腕錶，是該品牌最早推出與「龍」元素有關的錶款。陀飛輪機芯的機板上盤踞由18K紅金所打造的祥龍，錶背機板上則鐫刻了成龍的標誌。
目前產品命名相當簡單，不分系列，僅依上市順序而命名。

## 外部連結
- Richard Mille的Instagram帳戶
- Richard Mille的X（前Twitter）
- Richard Mille的Facebook專頁 （页面存档备份，存于）
- Richard Mille的YouTube頻道 （页面存档备份，存于）